# Union Saint-Jean-Baptiste d'Amérique

Sceau de la Société, avec les drapeaux de la France, des États-Unis, et de Carillon-Sacré-Cœur au Québec

L'Union Saint-Jean-Baptiste d'Amérique (USJB) est une société d'aide mutuelle franco-américaine
 créée en 1899 à Holyoke, au Massachusetts.

## Contexte historique
Elle a été créée à Holyoke en 1899 lorsque la Société Saint-Jean-Baptiste a  invité plusieurs autres organisations indépendantes à former un comité national. Sa première réunion a eu lieu le 26 février 1899.
L'année suivante, son premier congrès national a eu lieu le 27 mars 1900 et l'organisation nationale a été officiellement constituée le 7 mai 1900 à Woonsocket, dans le Rhode Island. Alors que l’Union était principalement créée dans le but de créer des fonds pour la maladie, l’invalidité et la mort pour les catholiques américains francophones, elle fournirait également des bourses d’études, une éducation civique et organiserait des manifestations culturelles, notamment des célébrations à l’occasion de la Saint-Jean-Baptiste, des défilés, des événements culinaires et musicaux, y compris des représentations d'opéra français.
Après une période de déclin, l'organisation a été fusionnée avec la Catholic Financial Life en 1991.